# Desmond Chiam
Desmond Chiam, né le 30 juillet 1987 à Melbourne, Victoria en Australie, est un acteur australien.
Il est connu pour son rôle de Wyatt Cole dans Reef Break, du général Riga dans Les Chroniques de Shannara et de Dovich dans Falcon et le Soldat de l'hiver.

## Biographie
Desmond Chiam est né de parents d'origine chinoise singapourienne. Enfant, il passait un tiers de l'année à Singapour car son père y travaillait souvent. Il est titulaire d'un diplôme en droit de l'Université de Melbourne et d'une maîtrise en scénarisation de l'Université de Californie du Sud.

### Carrière
Desmond Chiam a d'abord poursuivi une carrière d'avocat après avoir obtenu son diplôme de l'Université de Melbourne. Insatisfait après trois mois de carrière en droit, il a décidé de poursuivre des domaines plus créatifs dans le breakdance et le jeu d'acteur,.
Il a d'abord débuté dans des courts métrages en Australie avant d'apparaître finalement à la télévision australienne dans des séries telles que Les Voisins et Better Man. Il a déménagé à Los Angeles pour poursuivre une carrière d'acteur,. Il a eu des rôles dans plusieurs séries télévisées américaines dont NCIS : Los Angeles et Bones, et a également été dans Con Man, une websérie d'Alan Tudyk.
En février 2017, il a rejoint le casting principal dans Les Chroniques de Shannara de Spike TV (la série était auparavant sur MTV) dans la deuxième saison de l'émission où il a joué l'antagoniste général Riga. Ensuite, il a été choisi pour le rôle de Jethro, le petit ami de Carly joué par Kelli Berglund, dans la série Starz Now Apocalypse avec Avan Jogia de Gregg Araki. Après la série, il a rejoint le casting du film de Manille Empty by Design aux côtés de ses amis Chris Pang (en), Osric Chau, Yoshi Sudarso et Andrea Walter.
En décembre 2018, il a été choisi pour le rôle principal masculin Wyatt Cole dans ABC et la série policière d'été de Reef Break par M6 face à Poppy Montgomery. À la suite de l'annulation de la série, il a rejoint le casting de la série Marvel, Falcon et le Soldat de l'hiver dans le rôle Dovich.
Le 3 juin 2021, il a été choisie pour jouer le rôle principal de Nick Zhao dans la série télévisée, With Love (en) créée par Gloria Calderón Kellett, diffusée sur Prime Video depuis le 17 décembre 2021. Il joue aux cotés d'Emeraude Toubia, Mark Indelicato, Isis King, Vincent Rodriguez III et Rome Flynn. Il a également fait du doublage dans Werewolf Cookie dans le jeu populaire Cookie Run Kingdom.
Il sera vu aux côtés de Chris Pang (en), Alexander Hodge, Sherry Austria, Stephanie Hsu, Ashley Park et Sabrina Wu dans le prochain film d'Adele Lim.
Il joue dans la sérié télévisée Plan de carrière (Partner Track) avec Arden Cho diffusée sur Netflix le 26 août 2022.

### Vie privée
Il a été le Bachelor de l'année de Singapour par CLEO en 2011. Il est marié avec Sami Jayne depuis le 26 juin 2015. Il réside à Los Angeles avec sa femme.

## Filmographie
| An           | Titre                            | Rôle              | Refs   |
| ------------ | -------------------------------- | ----------------- | ------ |
| 2012         | Les Voisins                      | Jack Dutton       |        |
| 2013         | Better Man                       | Hong              |        |
| 2016         | Bones                            |                   | [ 7 ]  |
| 2016         | NCIS : Los Angeles               | Edouard Lee       |        |
| 2016         | Con Man                          |                   | [ 7 ]  |
| 2017         | Les Chroniques de Shannara       | Général Riga      |        |
| 2018         | Hawaii 5-0                       | Kazuya Nemoto     |        |
| 2018         | Asian Bachelorette 2             | Aden              | [ 7 ]  |
| 2018         | We Were Tomorrow                 | Kuo               |        |
| 2019         | Empty by Design                  | Chance            | [ 7 ]  |
| 2019         | Now Apocalypse                   | Jethro            |        |
| 2019         | Reef Break                       | Wyatt Cole        |        |
| 2020         | Magic Camp                       | Xerxès            | [ 7 ]  |
| 2021         | Falcon et le Soldat de l'hiver   | Dovich            | [ 19 ] |
| 2021         | Cookie Run: Kingdom              | Loup-garou Cookie | [ 20 ] |
| 2021         | With Love (en)                   | Nick Zhao         | [ 14 ] |
| 2022         | Plan de carrière (Partner Track) | Z Min             | [ 17 ] |
| À déterminer | Sans titre                       | Clément           | [ 16 ] |
| 2024         | Five Blind Dates                 | Apollo            |        |

- depuis 2021 : With Love (en) : Nick Zhao (rôle principal, 11 épisodes)[14]
- 2022 : Plan de carrière (Partner Track) : Zi-Xin 'Z' Min 6 épisodes)[17]
- 2025 : Mortal Kombat 2 de Simon McQuoid